# Zwangsarbeiterlager Hüttenstraße

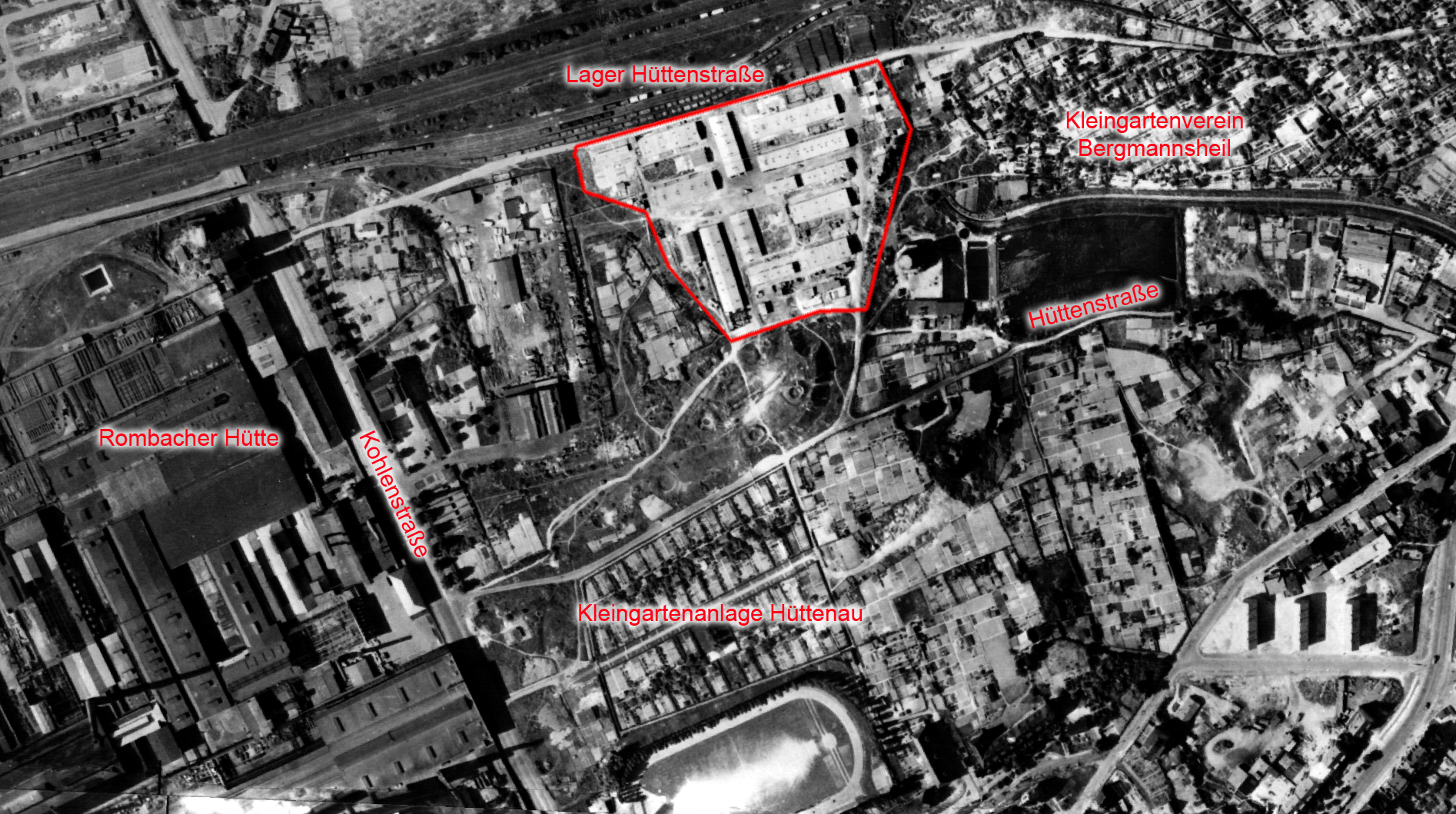
Das Lager im Jahr 1952 mit Beschriftung der Gegend

Das Zwangsarbeiterlager Hüttenstraße war ein Lager im Rahmen der NS-Zwangsarbeit in Bochum und Wattenscheid, das an der Hüttenstraße in Bochum-Wiemelhausen lag.

## Geschichte
Wegen Mangel an Arbeitskräften wurden im Zweiten Weltkrieg ausländische Arbeitskräfte (Kriegsgefangene, „Fremdarbeiter“, „Ostarbeiter“ und KZ-Häftlinge) zur Zwangsarbeit zum Erhalt der Kriegsfähigkeit des NS-Staats eingesetzt. Insgesamt mussten über 32.000 Menschen Zwangsarbeit in Bochum leisten.

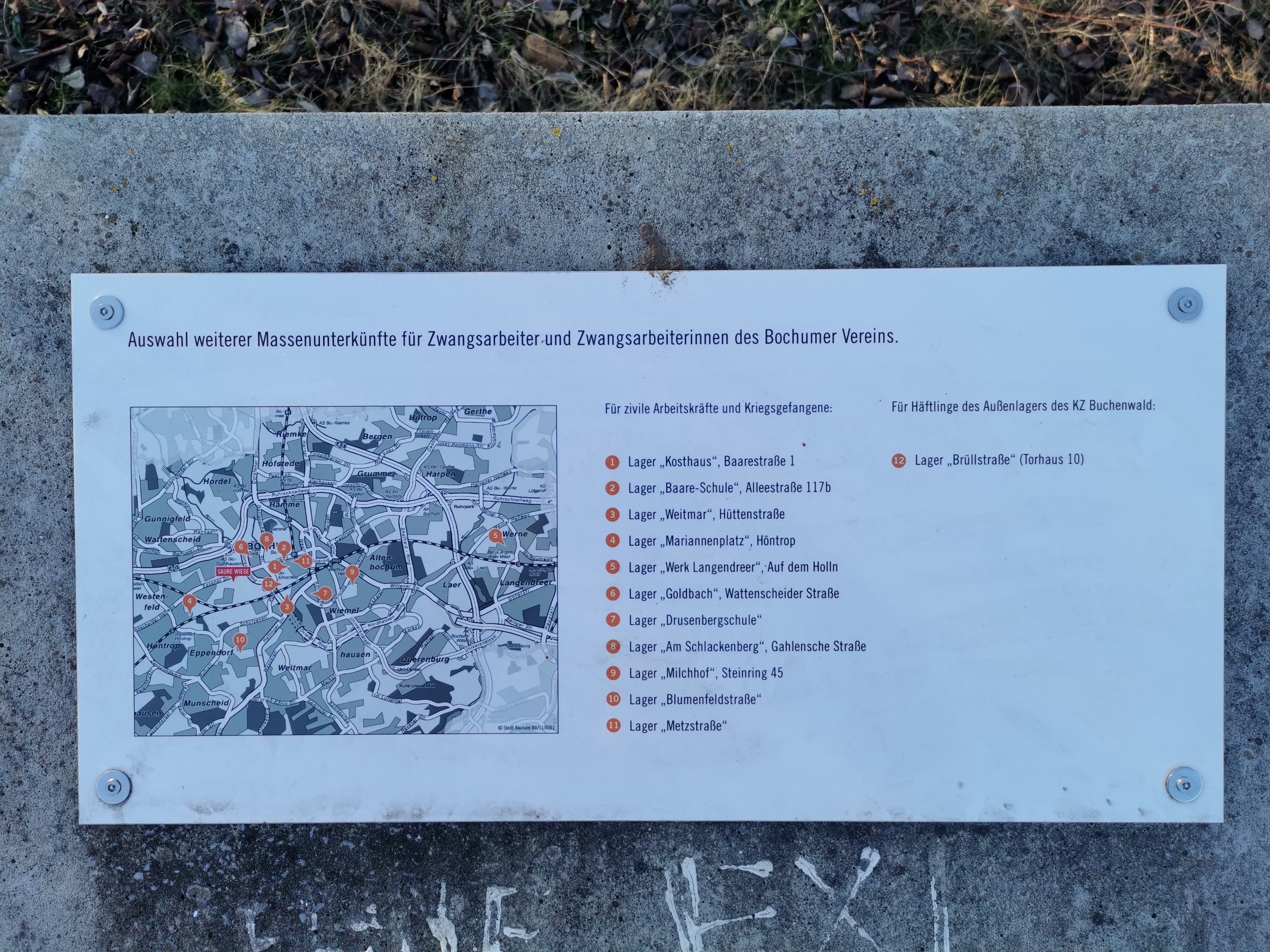
Zwangsarbeiterlager des Bochumer Verein

1941 oder 1942 wurden an der Hüttenstraße Baracken für sogenannte Ostarbeiter errichtet, die Zwangsarbeit bei dem Rüstungsunternehmen Bochumer Verein verrichten mussten. Im Jahr 1943 waren hier 1121 (992 weibliche, 148 männliche) Ostarbeiter registriert. Umgangssprachlich wurde es teilweise als Russenlager bezeichnet. Es lag in direkter Nähe zur Rombacher Hütte.
Mitarbeiter des Reichsministerium für die besetzten Ostgebiete besuchten Ende des Jahres 1942 das Ruhrgebiet, um sich über den Einsatz sowjetischer Zivilarbeiter ein Bild zu machen. Der Bericht des Bochumer Vereins über die Ost-Zwangsarbeiter enthält dazu zwei Passagen.

„Die Stimmung der Ostarbeiter war mit wenigen Ausnahmen, wo man sie ausgesprochen gut genannt werden konnte, im Allgemeinen eine unzufriedene bis zum Teil sogar katastrophale. So wird z. B. das Bild der Trostlosigkeit und Verelendung in dem Lager des Bochumer Vereins nie ausgelöscht werden können – dieses insbesondere im Gegensatz zu dem Bild der ankommenden Transporte kräftiger und gut gewillter Menschen im Soester Auffanglager. […] Arbeiter furchtbar heruntergekommen, Stimmung katastrophal, Lager vernachlässigt und dreckig, Essen unzureichend, Prügel, Familie(n) auseinandergerissen, Fluchtversuche sogar von Frauen. Essen als Prämie – erst Leistung, dann Betreuung. Keinerlei Verständnis bei Leitung.“

Das Lager umfasste ca. 15 Ziegelsteinbaracken mit flach geneigten Satteldächern. Auf zeitgenössischen Fotos kann man das Ziegelmauerwerk erkennen. Es handelt sich dabei um ein bemerkenswertes bauliches Zeugnis. Die Ausführung der Wohnbaracken in Ziegelstein, die – den überlieferten wenigen Fotos und Plänen zufolge – auch in anderen Bochumer Lagern wie beim KZ-Außenkommando Brüllstraße oder dem als Baudenkmal erhaltenen Zwangsarbeiterlager Bergener Straße, ebenfalls zu finden war. Bisher ging man davon aus, dass im Deutschen Reich hauptsächlich Holzbaracken verwendet wurden.
Das Lager lag in direkter Nachbarschaft zweier schon damals existenter Schrebergärtenanlagen (Kleingartenanlage Hütten-Aue, KGV Bergmannsheil). Auch gab es damals schon auf der erhöhten Straße Auf der Landwehr Mehrfamilienhäuser. Der heutige Baumbestand der Gegend existierte damals nicht. Es ist heute noch nachvollziehbar, dass man die Vorkommnisse in dem Lager wenigstens zum Teil mitbekam und dass die Lage der Zwangsarbeiter für die deutschen Bürger unübersehbar gewesen sein muss.
Das Lager hat den Krieg kaum beschädigt überstanden. Nach dem Krieg wurden viele Gebäude von Zwangsarbeiterlagern wegen des großen Wohnraummangels nahtlos weiter genutzt als Unterkunft für Flüchtlinge oder neu angeworbene Bergleute umgebaut. Im Lager an der Hüttenstraße waren 1950 etwa 300 meldepflichtige Personen aufgeführt, als Besitzer ist der Bochumer Verein eingetragen. Viele hatten Berufe aus Berufssparten, die in den Stahlwerken nötig waren. In den frühen 1960er Jahren wurde das Lager abgerissen. Heute ist die Fläche von der Firma eines Automobilzulieferers überbaut.